# Ленде
Ленде (нід. Leende) — село в нідерландській провінції Північний Брабант. Входить до муніципалітету Гезе-Ленде.
Його площа становить 35,30 км², а населення станом на 2021 рік складало 4 015 осіб.
Перша згадка про населений пункт датується 1253 роком.
До 1997 року мало статус окремого муніципалітету.

## Галерея

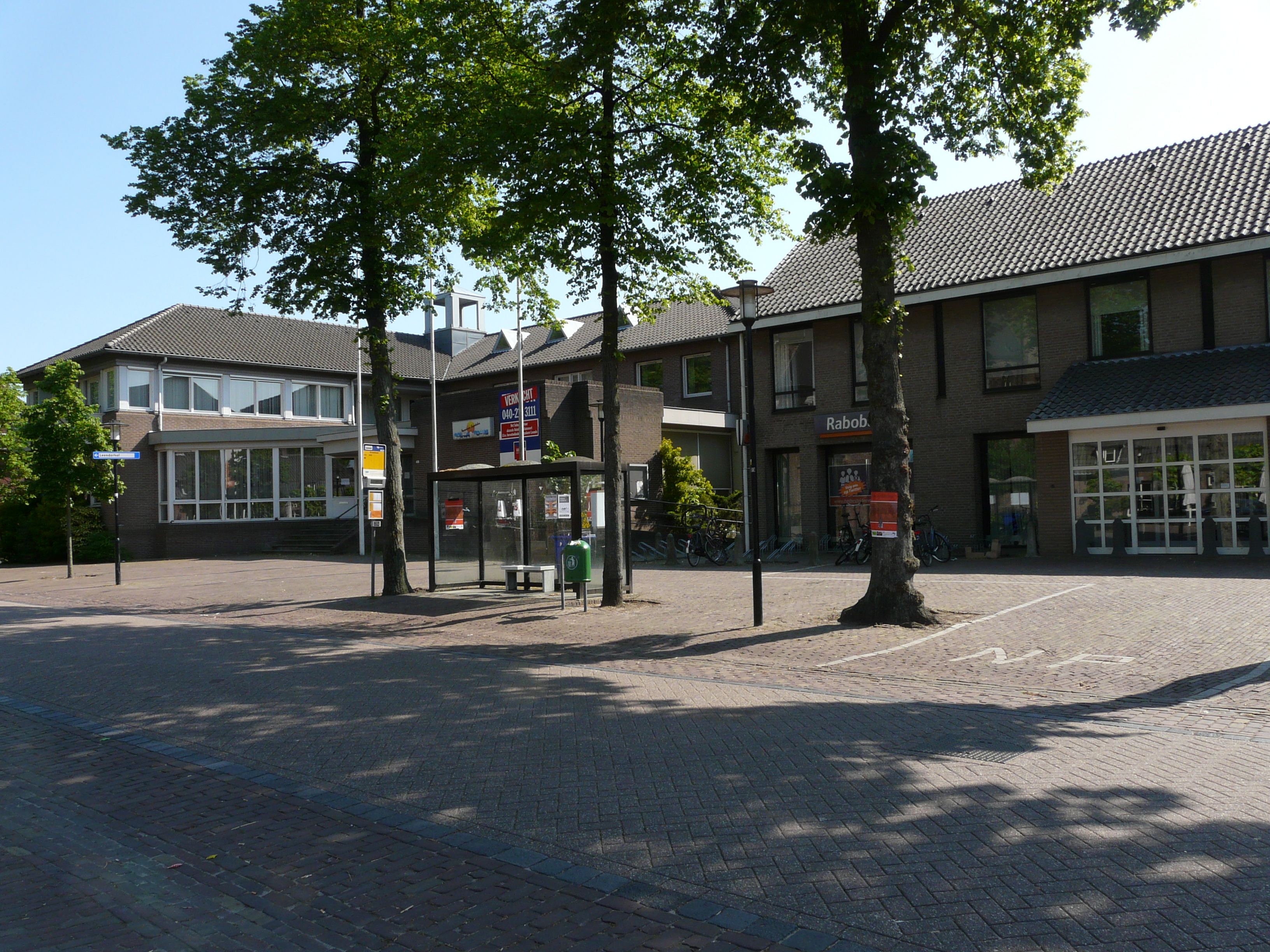
Центральна площа села
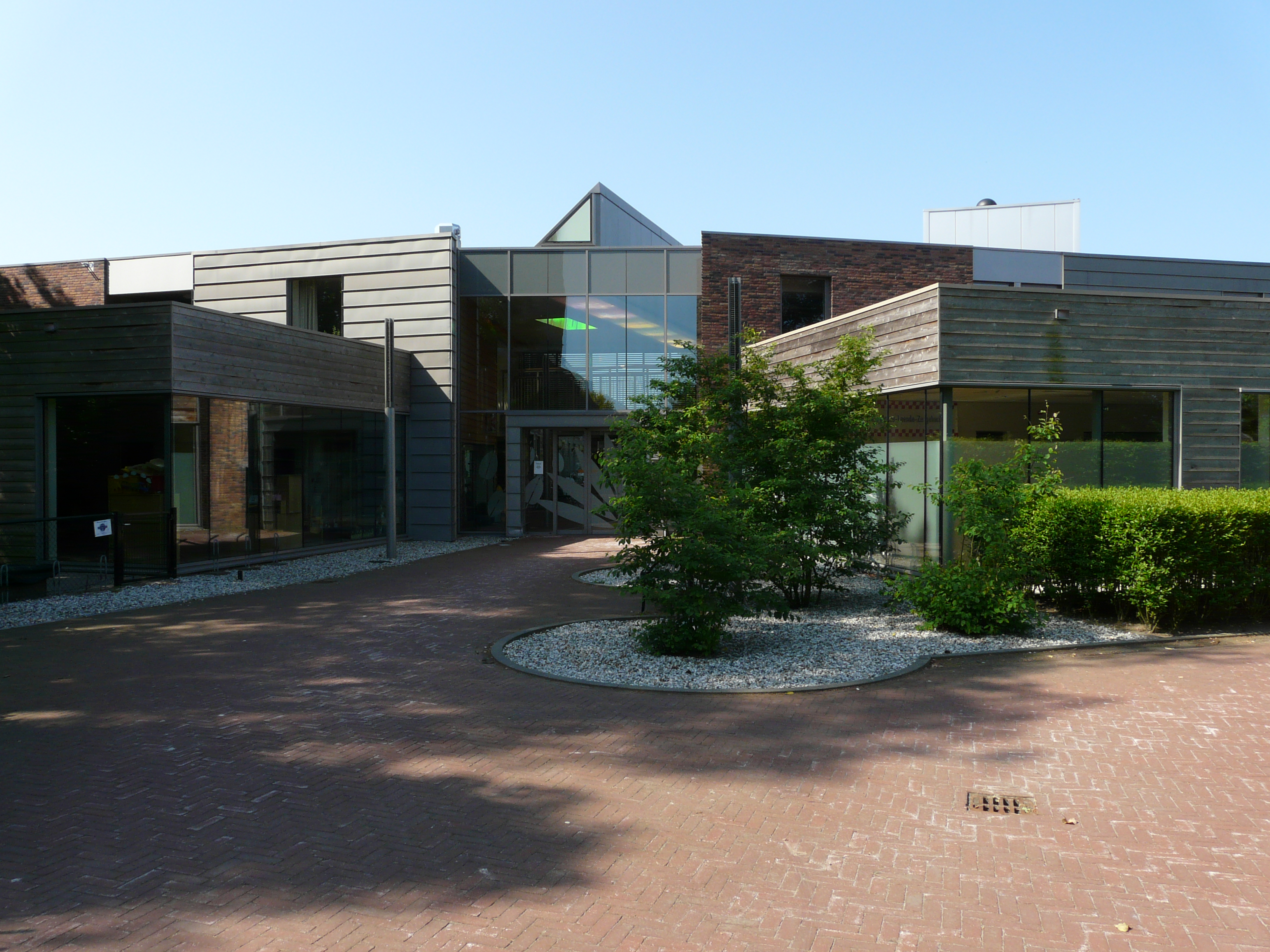
Будинок для пенсіонерів
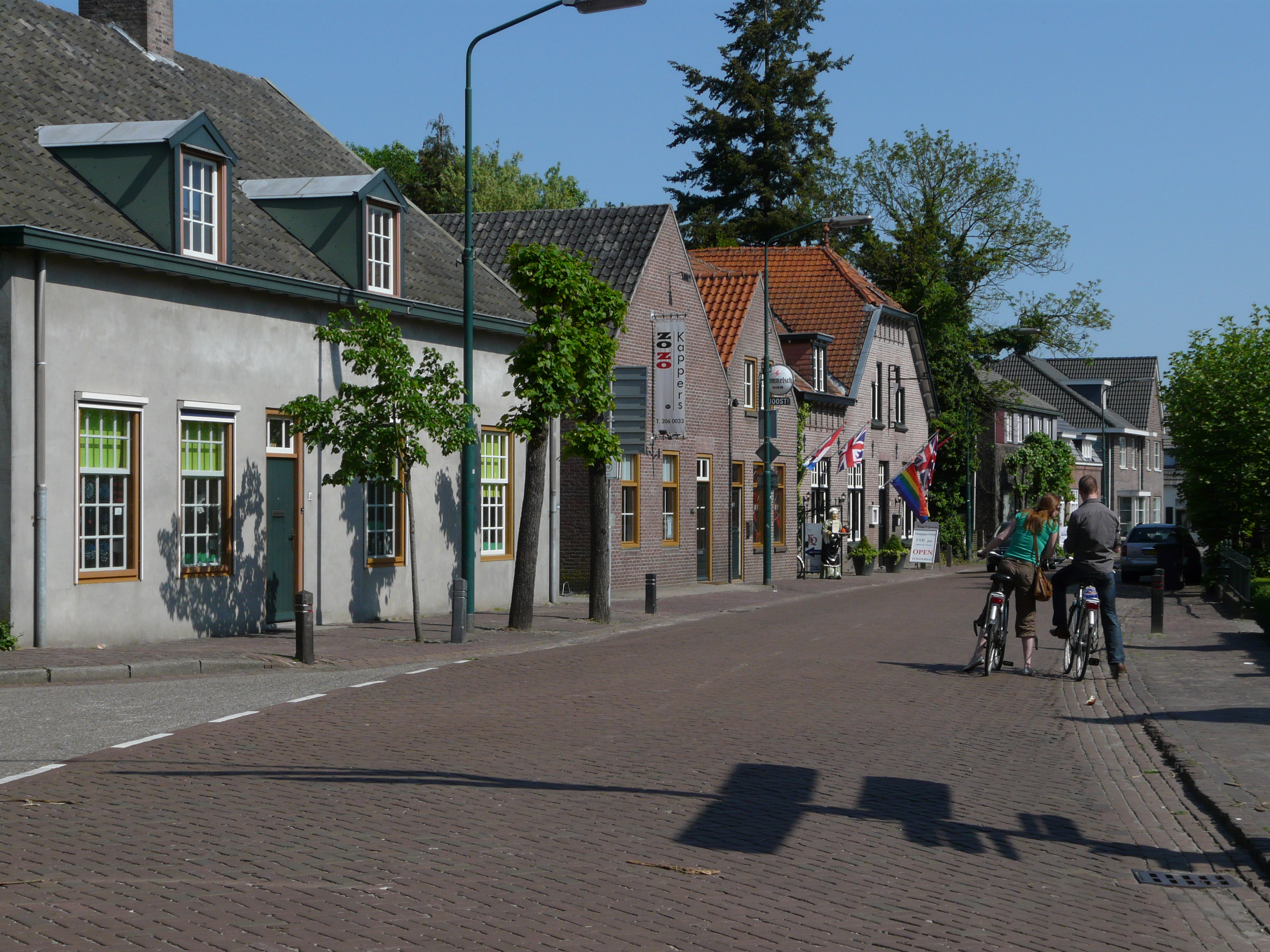
Сільська вулиця
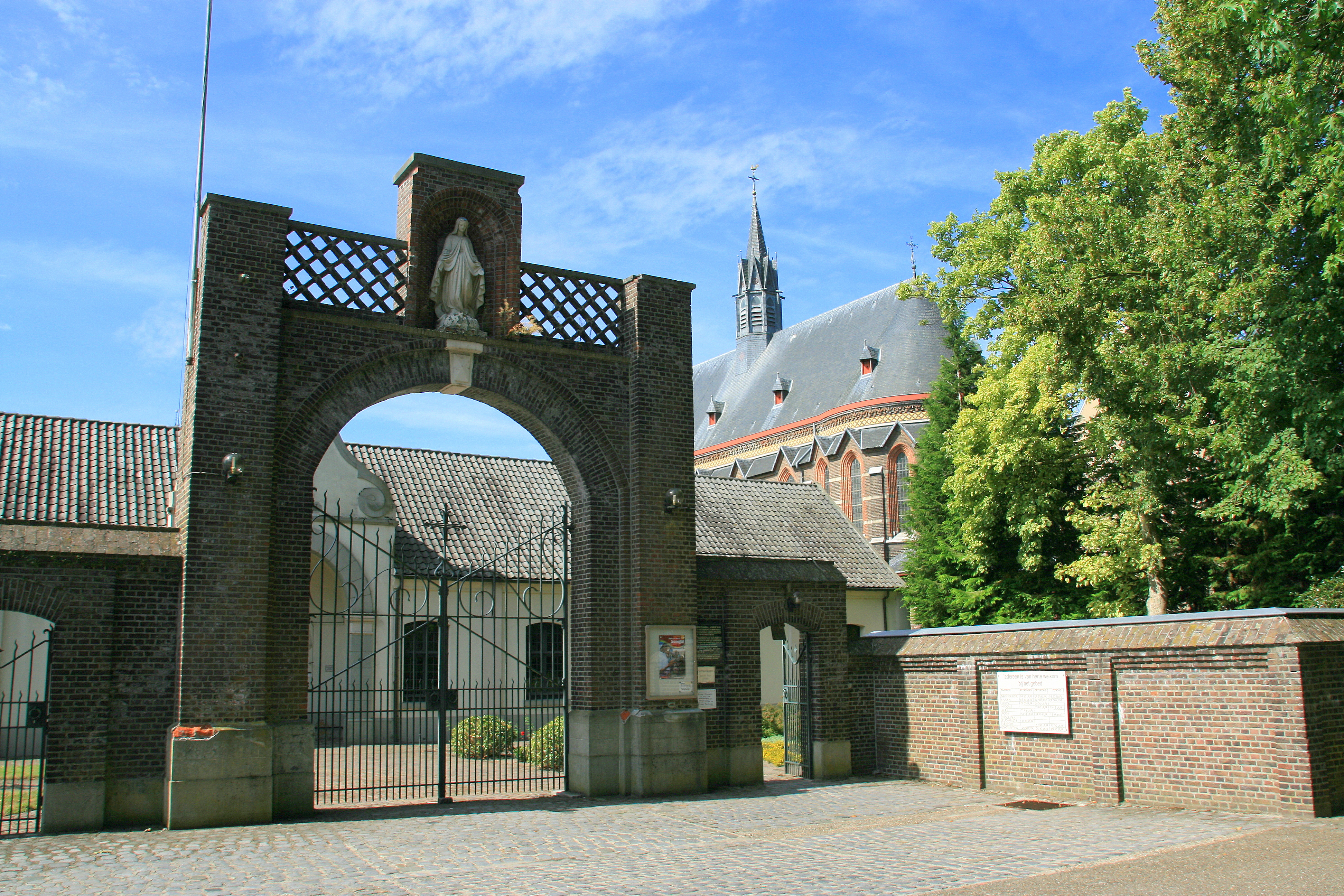
Монастир
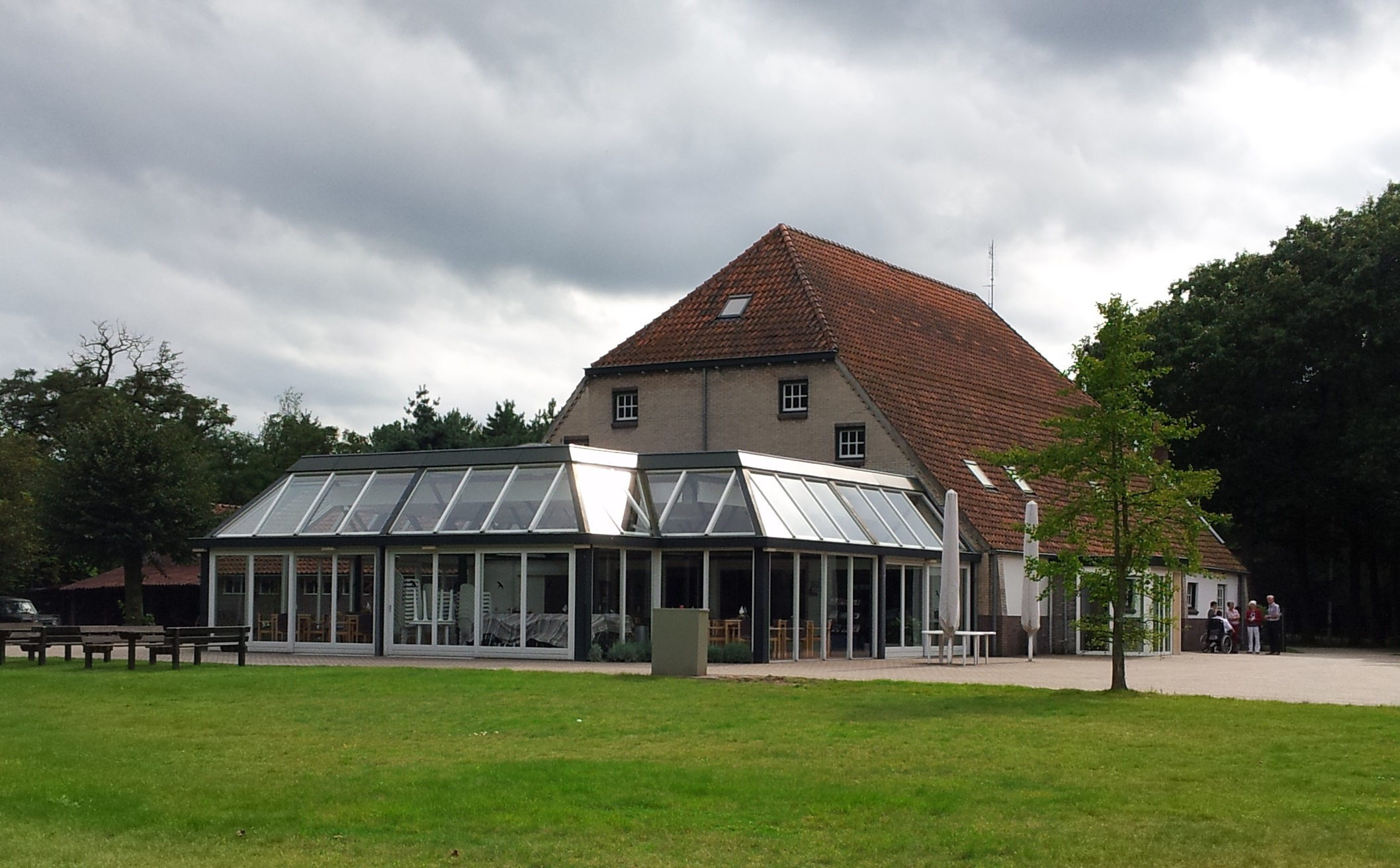
Ресторан у селі